# 小行星6335
小行星6335（英語：6335 Nicolerappaport）是一颗围绕太阳公转的小行星。1992年7月5日，埃莉諾·赫琳、杰夫·T·阿鲁在帕洛马山发现了此天体。
这颗小行星的绝对星等为97.94410816703483等。